# Қ̊
Cette page contient des caractères spéciaux ou non latins. S’ils s’affichent mal (▯, ?, etc.), consultez la page d’aide Unicode.
Қ̊ (minuscule : қ̊), appelé ka cramponné rond suscrit, est une lettre additionnelle de l’alphabet cyrillique utilisée en yazgoulami. Elle est composée du ka cramponné ‹ Қ › diacrité d’un rond en chef.

## Représentation informatique
Le ka cramponné rond suscrit peut être représenté avec les caractères Unicode suivants :
- décomposé (cyrillique, diacritiques) :

| formes    | représentations | chaînes de caractères | points de code | descriptions                                                      |
| --------- | --------------- | --------------------- | -------------- | ----------------------------------------------------------------- |
| capitale  | Қ̊               | Қ◌̊                    | U+049A U+030A  | lettre majuscule cyrillique ka cramponné diacritique rond en chef |
| minuscule | қ̊               | қ◌̊                    | U+049B U+030A  | lettre minuscule cyrillique ka cramponné diacritique rond en chef |

## Sources
- (en) « Yazghulami Dictionary », sur Webonary